# Brachycoelium salamandrae
Brachycoelium salamandrae är en plattmaskart. Brachycoelium salamandrae ingår i släktet Brachycoelium och familjen Brachycoeliidae. Inga underarter finns listade i Catalogue of Life.